# Karma Donnen Wangdi
Karma Donnen Wangdi ( c. 1971 ) es un político butanés perteneciente al partido Druk Nyamrup Tshogpa. Desde octubre de 2018 se desempeña como asambleísta nacional,  y desde noviembre de ese año, como Ministro de Información y Comunicación. Entre 2008 y 2013 fue consejero nacional.

## Formación
Obtuvo una Licenciatura en Artes y una Licenciatura en Economía del Colegio Sherubtse, en Bután. Completó su Diploma de Postgrado en Tecnología de la Información en el MCMIS, Países Bajos.

## Carrera política
Wangdi es miembro de Druk Nyamrup Tshogpa (DNT). 
Fue electo miembro del Consejo Nacional de Bután en las elecciones de 2008.
En las elecciones de 2018 fue electo asambleísta nacional por la circunscripción electoral de Sarpang-Gelegphu. . Obtuvo 6.691 votos, derrotando a Pema Tashi del DPT.
El 3 de noviembre, el primer ministro Lotay Tshering lo nombró Ministro de Información y Comunicación. Asumió el cargo, el 7 de noviembre de 2018, cuando prestó juramento como miembro del Lhengye Zhungtshog.